# Záviš Kalandra

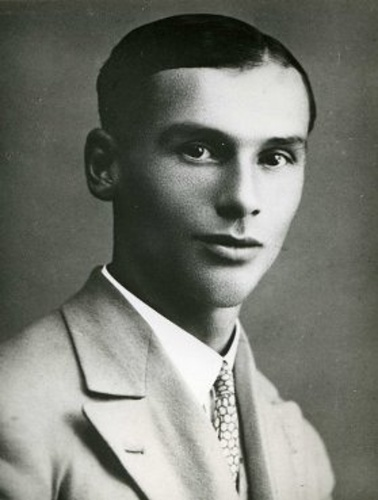
Záviš Kalandra vor 1928

Záviš Kalandra (* 10. November 1902 in Frenštát pod Radhoštěm, Österreich-Ungarn (heute Tschechische Republik); † 27. Juni 1950 in Prag) war ein tschechischer Historiker, Journalist, Publizist und Schriftsteller. Als unorthodoxer Marxist geriet Kalandra mit dem kommunistischen Regime in Konflikt und wurde 1950 in einem Schauprozess wegen Landesverrats zum Tode verurteilt und hingerichtet. Kalandra benutzte Pseudonyme wie Jiří oder Juraj Pokorný, Jan Albert, Jaroslav Bitnar, Josef Krejčí, František Kohout und andere.

## Leben

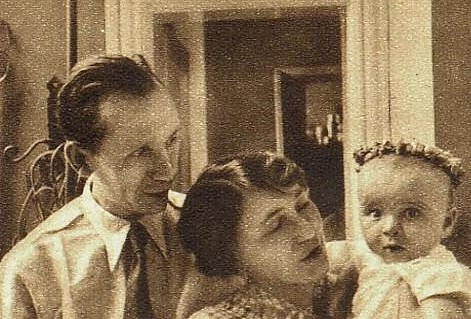
Kalandra mit seiner Frau Ludmila Rambouská und seiner Nichte, 1935

Kalandra wurde in einer Arztfamilie geboren. Nach dem Abschluss des Gymnasiums in Valašské Meziříčí nahm er das Studium an der Philosophischen Fakultät der Karlsuniversität in Prag auf (1922–1927), wo er neben Philosophie auch die klassische Philologie belegte; 1928 und 1930 setzte er sein Studium in Berlin fort. Er interessierte sich für Schopenhauers Ansichten und auch für Psychoanalyse, und er wurde Mitglied der Surrealistischen Gruppe, wo er Karel Teige kennenlernte. In den 1930er Jahren unterhielt er auch Kontakte zu den französischen Surrealisten um Paul Éluard.
In der Vorkriegszeit lag Kalandras beruflicher Schwerpunkt in der politischen Publizistik. Er engagierte sich bereits als Jugendlicher in der politischen Linken und trat 1923 in die KSČ ein. Er arbeitete für mehrere linke Zeitschriften: von 1926 bis 1928 vor allem für das Studentenblatt Avantgarde, von 1928 bis 1936, zeitweise als Chefredakteur, für die Tageszeitungen Rudé právo und Haló noviny und die Zeitschrift Tvorba. Mitte der 1930er Jahre gehörte Kalandra neben Jiří Weil, Karel Teige oder Emil František Burian zu den wenigen linksgerichteten Intellektuellen, die Kritik an den Stalinschen Prozessen in der Sowjetunion übten. Zusammen mit Josef Guttmann gab er zwei Broschüren heraus – „Odhalené tajemství moskevského procesu“ (Das enthüllte Geheimnis des Moskauer Prozesses) und „Druhý moskevský proces“ (Der zweite Moskauer Prozess) –, in denen er die Moskauer Parteiführung und die devote Haltung der europäischen Kommunisten zu den Prozessen scharf angriff; nach dem VII. Parteitag 1936 entzog ihm die kommunistische Partei unter dem Vorwurf des Trotzkismus die Redakteursposten und schloss ihn aus. Ebenfalls zusammen mit Guttmann versuchte Kalandra 1937 und 1938 in den Eigengründungen Proletář und Proletářské noviny (Proletarier, Proletarische Zeitung) ein Gegengewicht zu der stalintreuen Presse zu schaffen. Er schrieb außerdem für die Illustrierte Světozor (Weltblick), für das politische Magazin Přítomnost (Gegenwart) und redigierte das Nachrichten-Lexikon Naučný slovník aktualit (Konversationslexikon der Aktualitäten).
Nach der Besetzung der Tschechoslowakei durch Deutschland arbeitete er in der Widerstandsgruppe V boj (In den Kampf). Im September 1939 wurde er von der Gestapo verhaftet. Bis zum Ende des Krieges war er in den Konzentrationslagern Ravensbrück, Flossenbürg und Sachsenhausen inhaftiert.
Nach dem Krieg kehrte Záviš Kalandra der Politik den Rücken zu. Er setzte die Arbeit an seinem historischen Hauptwerk České pohanství (Das tschechische Heidentum) fort, einer Untersuchung über die Frühgeschichte und Mythologie Böhmens. Den ersten Teil des Manuskripts hatte die Gestapo bei seiner Verhaftung konfisziert, so dass er es rekonstruieren musste. Das Werk erschien 1947. 1948 begann er mit einer psychoanalytischen Arbeit über die Wirklichkeit des Traums, die er nicht mehr beenden konnte.
In Vorbereitung des ersten tschechoslowakischen Schauprozesses gegen „Milada Horáková und andere“ wurde er am 7. November 1949 als Kopf einer imaginären „Trotzkistengruppe“ von der Staatssicherheit in Untersuchungshaft genommen. Der Vorwurf gegen die insgesamt 13 Angeklagten lautete auf Spionage und Hochverrat. Am 27. Juni 1950 wurde Záviš Kalandra in einem Schauprozess vor dem neu errichteten Staatsgericht zum Tode verurteilt und im Prager Gefängnis Pankrác gehenkt.
Das Gericht ließ am Ende des Prozesses vier Todesurteile vollstrecken und hatte dabei hochrangige internationale Proteste ignoriert – unter anderem hatten sich Albert Einstein und Kalandras Freunde André Breton und Albert Camus mit Gnadengesuchen an die tschechoslowakische Justiz gewandt. Das Urteil gegen Kalandra blieb bis 1968 rechtskräftig. Eine volle Rehabilitation folgte erst 1990. Václav Havel verlieh Záviš Kalandra 1991 in memoriam den Tomáš-Garrigue-Masaryk-Orden erster Klasse. Als einzige Beteiligte an den Justizmorden wurde die Staatsanwältin Ludmila Brožová-Polednová im Jahr 2008 zu einer sechsjährigen Freiheitsstrafe verurteilt.

## Werke (Auswahl)
Herausgeber Jiří Brabec hat in einer Gesamtbibliographie etwa 600 Texte zusammengetragen, die Kalandra unter eigenem Namen oder Pseudonym veröffentlicht hatte. Sie stammen überwiegend aus Zeitungen, Zeitschriften, anderen Periodika und Sammelbänden. Als Monographie erschienen davon:
- Zapovězená Ženeva (Das verbotene Genf) – zeithistorische Arbeit über internationale Friedenskonferenzen, Levá fronta, Praha 1932
- Znamení Lipan (Das Zeichen von Lipany) – historische Untersuchung über die Hussitenkriege, Knihovna Levé fronty, Praha 1934
- Odhalené tajemství moskevského procesu (Das enthüllte Geheimnis des Moskauer Prozesses) – Streitschrift, zusammen mit J. Guttmann im Selbstverlag, Praha, September 1936
- Druhý moskevský proces (Der zweite Moskauer Prozess) – Streitschrift, zusammen mit J. Guttmann, Praha, Januar 1937
- Socialisté a antisemitismus (Die Sozialisten und der Antisemitismus) –  unter dem Pseudonym František Kohout, Letáky všem pracujícím 19, Čs. sociální demokracie, Praha 1946
- České pohanství (Das tschechische Heidentum) – historisch-mythologische Untersuchung, Fr. Borový, Praha 1947, Neuauflage bei Dauphin 2003, ISBN 80-86019-82-9
- Zvon slobody (Glocke der Freiheit) – unter dem Pseudonym Juraj Pokorný, Tatran, Bratislava 1948
- Skutečnost snu (Wirklichkeit des Traums) – Psychoanalytische Arbeit, 1948–1949, unvollendet. In Auszügen abgedruckt in Intelektuál a revoluce, 1994
- Intelektuál a revoluce – Werkauswahl, herausgegeben von Jiří Brabec, Český spisovatel, Praha 1994, ISBN 80-202-0474-1
- Parmenidova filosofie (Die Philosophie des Parmenides) – Herrmann a synové, Praha 1996, ISBN 978-8023801262